# Saurauia rubiformis
Saurauia rubiformis là một loài thực vật có hoa trong họ Dương đào. Loài này được Vatke miêu tả khoa học đầu tiên năm 1876.